# Ga-Ga
Ga-Ga – były zespół punkowy założony w 1991 w Jaworze, po rozpadzie grupy Zielone Żabki. W 2005 roku wraz z zespołem Zielone Żabki połączył się w Ga-Ga/Zielone Żabki.
Pierwotny skład:
- Mirosław Malec (Smalec) – śpiew, gitara;
- Piotr Dobosz (Pietka) – gitara;
- Piotr Wołyniec (Broda) – perkusja.

W 1992 laureat Festiwalu w Jarocinie. Na kolejnym wystąpili już jako goście. W połowie 1994 Smalec związał się z Towarzystwem Świadomości Kryszny, co wyraźnie wpłynęło na muzykę zespołu (szczególnie ostatnia płyta Reinkarnacja). W 1996 zespół przestał istnieć, Smalec wraz z Pietką założyli nową grupę Radical News. W 2005 ukazał się album Czas Walki, zawierający studyjny materiał nagrany w 1996 i nigdy niepublikowany. W 2005 doszło do połączenia Zielonych Żabek i Ga-Gi, przez lidera obu tych zespołów – Smalca. Zespół wyprodukował krążek „Fakty i Fikcje”, którego przedpremiera odbyła się w sierpniu 2009 na Przystanku Woodstock.
Teksty Ga-Gi wyrażały radykalne poglądy społeczne Smalca. Były wyrazem rozczarowania i anarchistycznego buntu przeciwko istniejącemu systemowi politycznemu (np: Świnia u władzy, Faraon, Marsjanie), niektóre nie odżegnywały się od przemocy (Siła za siłę, Polskie ulice to wojna). Ostatnia płyta jest w zupełnie innym tonie, ciągle antysystemowa, lecz metodą walki jest tu rozwój własnej świadomości, a nie bezpośrednia konfrontacja.

## Dyskografia
- Oj! Oj! Oj! (1993)
- Jarocin '93 (1993)
- Rebelia (1993)
- Antymaterialne nadawanie (1994)
- Reinkarnacja (1995)
- Czas walki (2005)
- Lekcja historii (2013)